# Медаль за видатну добровольчу службу (США)
Меда́ль за видатну́ доброво́льчу слу́жбу (США) (англ. Military Outstanding Volunteer Service Medal) — федеральна військова нагорода США. Медаль була заснована 9 січня 1993 у відповідності до Указу Президента США Джорджа Буша № 12 830. Дизайн нагороди був розроблений Інститутом геральдики армії США і перше вручення сталося у грудні 1993 року.